# UCI ProSeries 2022
UCI ProSeries 2022 byla třetí sezónou UCI ProSeries, druhé divize silničních závodů. Plánovaný kalendář zahrnoval 56 závodů, z nichž 30 bylo jednodenních (1.Pro) a 26 etapových (2.Pro). 47 závodů se konalo v Evropě, šest v Asii, dva ve Spojených státech amerických a jeden v Argentině.

## Závody
Oficiální kalendář byl odhalen na podzim 2021.
| Závod                           | Datum                | Vítěz                          | Tým                                | Ref.   |
| ------------------------------- | -------------------- | ------------------------------ | ---------------------------------- | ------ |
| Vuelta a San Juan               | 30. ledna – 2. února | Zrušeno                        | Zrušeno                            | [ 3 ]  |
| Volta a la Comunitat Valenciana | 2. – 6. února        | Alexandr Vlasov (RUS)          | Bora–Hansgrohe                     | [ 4 ]  |
| Tour de La Provence             | 10. – 13. února      | Nairo Quintana (COL)           | Arkéa–Samsic                       | [ 5 ]  |
| Kolem Ománu                     | 10. – 15. února      | Jan Hirt (CZE)                 | Intermarché–Wanty–Gobert Matériaux | [ 6 ]  |
| Clásica de Almería              | 13. února            | Alexander Kristoff (NOR)       | Intermarché–Wanty–Gobert Matériaux | [ 7 ]  |
| Volta ao Algarve                | 16. – 20. února      | Remco Evenepoel (BEL)          | Quick-Step–Alpha Vinyl             | [ 8 ]  |
| Vuelta a Andalucía              | 16. – 20. února      | Wout Poels (NED)               | Team Bahrain Victorious            | [ 9 ]  |
| Faun-Ardèche Classic            | 26. února            | Brandon McNulty (USA)          | UAE Team Emirates                  | [ 10 ] |
| Kuurne–Brusel–Kuurne            | 27. února            | Fabio Jakobsen (NED)           | Quick-Step–Alpha Vinyl             | [ 11 ] |
| La Drôme Classic                | 27. února            | Jonas Vingegaard (DEN)         | Team Jumbo–Visma                   | [ 12 ] |
| Trofeo Laigueglia               | 2. března            | Jan Polanc (SLO)               | UAE Team Emirates                  | [ 13 ] |
| Milán–Turín                     | 16. března           | Mark Cavendish (GBR)           | Quick-Step–Alpha Vinyl             | [ 14 ] |
| Nokere Koerse                   | 16. března           | Tim Merlier (BEL)              | Alpecin–Fenix                      | [ 15 ] |
| Grand Prix de Denain            | 17. března           | Max Walscheid (GER)            | Cofidis                            | [ 16 ] |
| Bredene Koksijde Classic        | 18. března           | Pascal Ackermann (GER)         | UAE Team Emirates                  | [ 17 ] |
| GP Industria & Artigianato      | 27. března           | Diego Ulissi (ITA)             | UAE Team Emirates                  | [ 18 ] |
| GP Miguel Indurain              | 2. dubna             | Warren Barguil (FRA)           | Arkéa–Samsic                       | [ 19 ] |
| Scheldeprijs                    | 6. dubna             | Alexander Kristoff (NOR)       | Intermarché–Wanty–Gobert Matériaux | [ 20 ] |
| Kolem Turecka                   | 10. – 17. dubna      | Patrick Bevin (NZL)            | Israel–Premier Tech                | [ 21 ] |
| Brabantský šíp                  | 13. dubna            | Magnus Sheffield (USA)         | Ineos Grenadiers                   | [ 22 ] |
| / Tour of the Alps              | 18. – 22. dubna      | Romain Bardet (FRA)            | Team DSM                           | [ 23 ] |
| Čtyři dny v Dunkerku            | 3. – 8. května       | Philippe Gilbert (BEL)         | Lotto–Soudal                       | [ 24 ] |
| Grand Prix du Morbihan          | 14. května           | Julien Simon (FRA)             | Team TotalEnergies                 | [ 25 ] |
| Tro-Bro Léon                    | 15. května           | Hugo Hofstetter (FRA)          | Arkéa–Samsic                       | [ 26 ] |
| Kolem Norska                    | 24. – 29. května     | Remco Evenepoel (BEL)          | Quick-Step–Alpha Vinyl             | [ 27 ] |
| Boucles de la Mayenne           | 26. – 29. května     | Benjamin Thomas (FRA)          | Cofidis                            | [ 28 ] |
| Brussels Cycling Classic        | 5. června            | Taco van der Hoorn (NED)       | Intermarché–Wanty–Gobert Matériaux | [ 29 ] |
| ZLM Tour                        | 8. – 12. června      | Olav Kooij (NED)               | Team Jumbo–Visma                   | [ 30 ] |
| Dwars door het Hageland         | 11. června           | Oscar Riesebeek (NED)          | Alpecin–Fenix                      | [ 31 ] |
| Kolem Belgie                    | 15. – 19. června     | Mauro Schmid (SUI)             | Quick-Step–Alpha Vinyl             | [ 32 ] |
| Kolem Slovinska                 | 15. – 19. června     | Tadej Pogačar (SLO)            | UAE Team Emirates                  | [ 33 ] |
| Tour de Wallonie                | 23. – 27. července   | Robert Stannard (AUS)          | Alpecin–Deceuninck                 | [ 34 ] |
| Tour of Utah                    | 25. – 31. července   | Zrušeno                        | Zrušeno                            | [ 35 ] |
| Vuelta a Burgos                 | 2. – 6. srpna        | Pavel Sivakov (FRA)            | Ineos Grenadiers                   | [ 36 ] |
| Circuit Franco–Belge            | 10. srpna            | Alexander Kristoff (NOR)       | Intermarché–Wanty–Gobert Matériaux | [ 37 ] |
| Arctic Race of Norway           | 11. – 14. srpna      | Andreas Leknessund (NOR)       | Team DSM                           | [ 38 ] |
| Danmark Rundt                   | 16. – 20. srpna      | Christophe Laporte (FRA)       | Team Jumbo–Visma                   | [ 39 ] |
| Deutschland Tour                | 24. – 28. srpna      | Adam Yates (GBR)               | Ineos Grenadiers                   | [ 40 ] |
| Maryland Cycling Classic        | 4. září              | Sep Vanmarcke (BEL)            | Israel–Premier Tech                | [ 41 ] |
| Tour of Britain                 | 4. – 8. září         | Gonzalo Serrano (ESP)          | Movistar Team                      | [ 42 ] |
| Grand Prix de Fourmies          | 11. září             | Caleb Ewan (AUS)               | Lotto–Soudal                       | [ 43 ] |
| Tour de Luxembourg              | 13. – 17. září       | Mattias Skjelmose Jensen (DEN) | Trek–Segafredo                     | [ 44 ] |
| Grand Prix de Wallonie          | 14. září             | Mathieu van der Poel (NED)     | Alpecin–Deceuninck                 | [ 45 ] |
| Coppa Sabatini                  | 15. září             | Daniel Felipe Martínez (COL)   | Ineos Grenadiers                   | [ 46 ] |
| Primus Classic                  | 17. září             | Jordi Meeus (BEL)              | Bora–Hansgrohe                     | [ 47 ] |
| Giro dell'Emilia                | 1. října             | Enric Mas (ESP)                | Movistar Team                      | [ 48 ] |
| Münsterland Giro                | 3. října             | Olav Kooij (NED)               | Team Jumbo–Visma                   | [ 49 ] |
| Coppa Bernocchi                 | 3. října             | Davide Ballerini (ITA)         | Quick-Step–Alpha Vinyl             | [ 50 ] |
| Tre Valli Varesine              | 4. října             | Tadej Pogačar (SLO)            | UAE Team Emirates                  | [ 51 ] |
| Gran Piemonte                   | 6. října             | Iván García Cortina (ESP)      | Movistar Team                      | [ 52 ] |
| Kolem jezera Tchaj-chu          | 8. – 11. října       | Zrušeno                        | Zrušeno                            |        |
| Paříž–Tours                     | 9. října             | Arnaud Démare (FRA)            | Groupama–FDJ                       | [ 53 ] |
| Tour de Langkawi                | 11. – 18. října      | Iván Sosa (COL)                | Movistar Team                      | [ 55 ] |
| Japan Cup                       | 16. října            | Neilson Powless (USA)          | EF Education–EasyPost              | [ 56 ] |